# Chleny
Chleny (en allemand : Chlenn) est une commune du district de Rychnov nad Kněžnou, dans la région de Hradec Králové, en République tchèque. Sa population s'élevait à 213 habitants en 2022.

## Histoire
La première mention écrite de la localité date de 1353.
L'Histoire de la commune est en grande partie méconnue.
En 1879, pour célébrer le 25e anniversaire du mariage de l'empereur François-Joseph Ier, des tilleuls ont été plantés près de l'église du village.
Le pic de population de la commune a été atteint en 1910 avec 510 habitants. Depuis lors, leur nombre a décliné.

## Géographie
Chleny se trouve à 6 km au sud-sud-est de Kostelec nad Orlicí, à 11 km au sud-sud-ouest de Rychnov nad Kněžnou, à 34 km au sud-est de Hradec Králové et à 130 km à l'est de Prague.
La commune est limitée par Vrbice et Doudleby nad Orlicí au nord, par Potštejn à l'est, par Lhoty u Potštejna au sud, et par Borovnice et Krchleby à l'ouest.

## Galerie

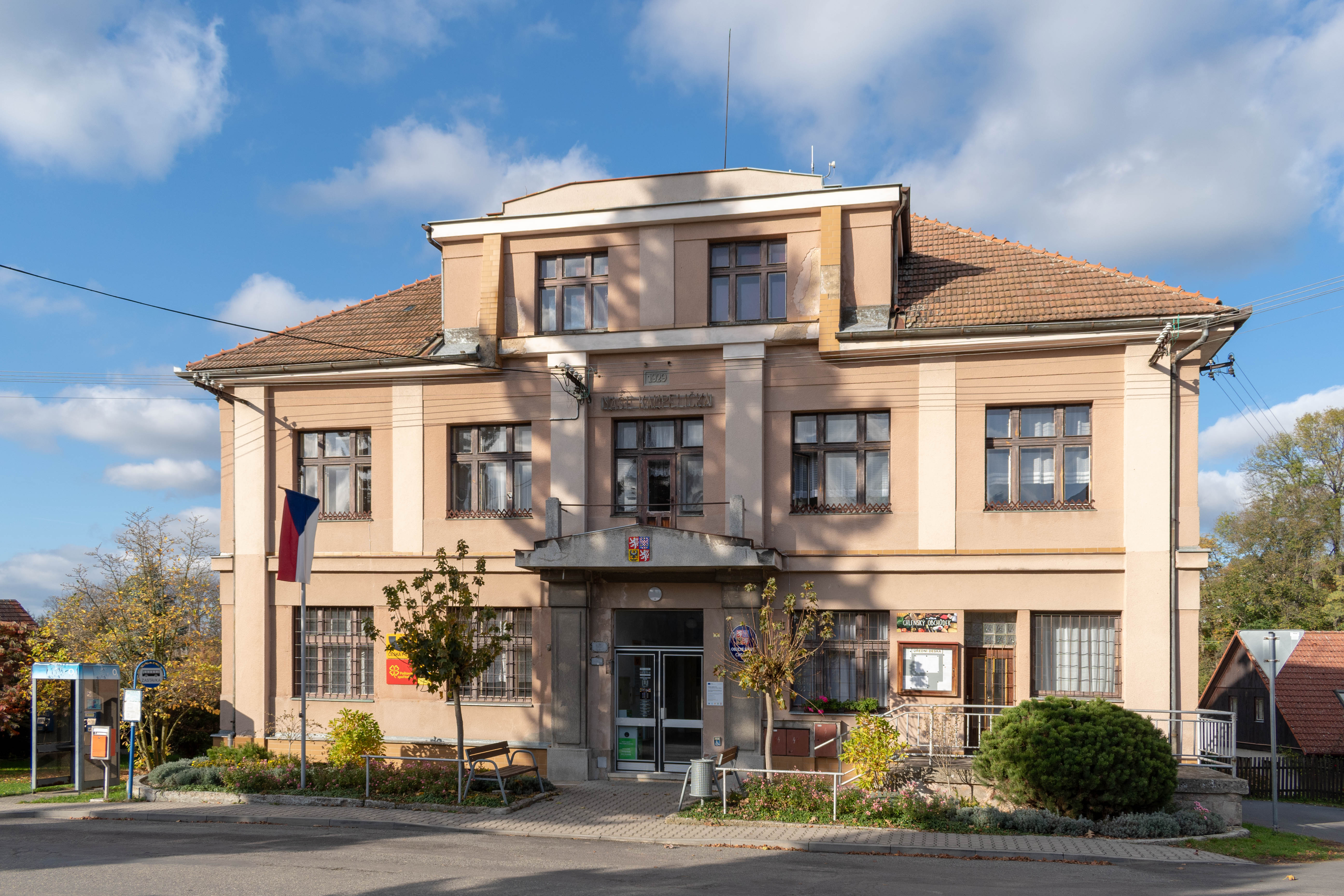
Chleny : la mairie.
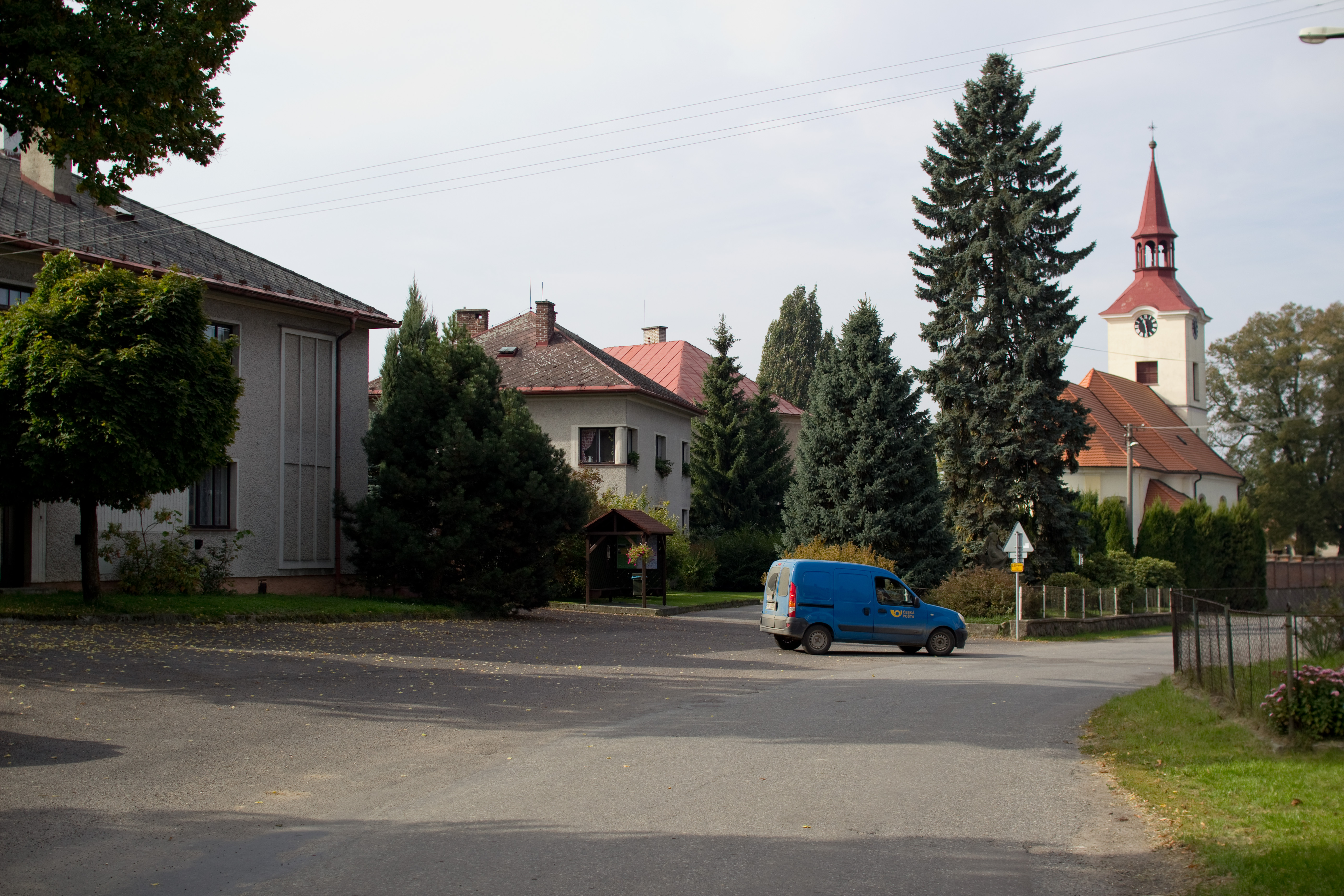
Centre de Chleny.

## Transports
Par la route, Rychnov nad Kněžnou se trouve à 8 km de Vamberk, à 14 km de Rychnov nad Kněžnou, à 40 km de Hradec Králové et à 159 km de Prague. 